# 白山瀬女高原スキー場
白山瀬女高原スキー場（はくさんせなこうげんスキーじょう）は、かつて石川県白山市に開設していたスキー場である。県内のスキー場では最も標高が高く、標高差が大きい。

## 概要
1991年（平成3年）12月18日にオープン。1956年コルチナ・ダンペッツオオリンピックにてアルペンスキー回転・大回転・滑降の金メダルを獲得し三冠を達成したトニー・ザイラーが設計。石川県内において初めて総合保養地域整備法（リゾート法）が適用された。
スキー場の名称となっている瀬女は、白山市（旧石川郡尾口村）「瀬戸」と「女原（おなはら）」の間に作られたことによる。尾口村と北國新聞社が共同出資した第三セクター「白山レイクランド」（1989年3月設立）が運営を行っていた。
尾口村時代は2000年度に約8万6千人の利用者数があったもの、スキー客の減少に歯止めがかからず2010年度には約5万6千人までに減少していた。そして、2012年3月20日をもってスキー場運営を終了し、運営会社の「白山レイクランド」は白山市の行財政改革により解散となった。リフトの施設は撤去されたが2020年時点で休止扱いとなっている。

## コース
ゴンドラ・高速クワッド及び高速ペアリフトによる高い輸送力と距離のあるコースにより快適なロングクルージングが楽しめる。
初級から上級まで幅広いレベルのコースがある。
パノラマコース（中級者向け）滑走距離　3,400m　最大斜度29度
山頂から山麓まで標高差766mを一気に降りる滑り応えのあるコース。
ルンルンコース（初・中級者向け）滑走距離　1,500m　最大斜度27度
手取湖に向かってロングクルージングが楽しめる。　
ワクワクコース（中・上級者向け）滑走距離　1,400m　最大斜度29度
急斜面と緩斜面の両方を楽しめる。
ドキドキコース（中・上級者向け）滑走距離  1,200m　最大斜度31度
最も標高の高いコースのため、雪質が良い。未圧雪・コブ斜面あり。
ファミリーコース（初級者向け）滑走距離　250m　最大斜度10度
初心者・初級者の練習に最適。
林間コース（初級者向け）滑走距離　3,000m　最大斜度15度
木々の間を抜けるコース。ドキドキコースの迂回路でもある。

## 施設
- 山頂レストラン セナ
- 山麓レストラン ユキ
- カフェ アンナプルナ
- レンタルショップ
- 駐車場（1,420台、無料）
- ショップ
- ロッカールーム
- ちびっこルーム
- パウダールーム（更衣室内）
- 瀬女高原スキースクール

スキー場直営の宿泊施設「瀬女コテージ村」はスキー場営業終了後、指定管理者の「スノーエリアマネジメント白山」が運営している。

## アクセス
- バス：金沢駅から約80分
- 車：北陸道小松インターチェンジから約45分